# Těchlovice (ort i Tjeckien, Ústí nad Labem)
Těchlovice är en ort i Tjeckien.   Den ligger i regionen Ústí nad Labem, i den nordvästra delen av landet, 70 km norr om huvudstaden Prag. Těchlovice ligger 150 meter över havet och antalet invånare är 489.
Terrängen runt Těchlovice är huvudsakligen lite kuperad. Těchlovice ligger nere i en dal. Runt Těchlovice är det ganska glesbefolkat, med 24 invånare per kvadratkilometer. Närmaste större samhälle är Ústí nad Labem, 12,8 km väster om Těchlovice. I omgivningarna runt Těchlovice växer i huvudsak blandskog.